# Francorchamps (plaats)
Francorchamps (Waals: Francortchamp) is een dorp en deelgemeente in de gemeente Stavelot in de provincie Luik in België.
Ten zuidoosten van het dorp ligt het racecircuit Spa-Francorchamps. Het geluid en de drukte bij race-wedstrijden contrasteren met de rust en het natuurschoon dat men via verscheidene bewegwijzerde wandelroutes kan ontdekken als de raceauto's niet rijden.

## Etymologie
De naam van de plaats gaat terug op het Latijnse Francorum campus, “Frankenveld”.

## Geschiedenis
Tot de grote fusie van Belgische gemeenten in 1977 was Francorchamps een afzonderlijke gemeente, waarin ook de gehuchten Hockai, Neuville en Ster lagen.
Op 8 augustus 1914, aan het begin van de Eerste Wereldoorlog werd het dorp zwaar getroffen bij de inval van het Duitse leger in (het neutrale) België.

## Geografie
Francorchamps ligt aan het riviertje genaamd Eau Rouge, waar verderop het racecircuit over heen gaat en dat in de rivier Amblève uitmondt.
Dit alles speelt zich af in het gebied van de Hoge Venen. Ten noordwesten van de plaats ligt op een plateau het Veen van Malchamps.

## Demografische ontwikkeling
- Bronnen:NIS, Opm:1831 tot en met 1970=volkstellingen, 1976= inwoneraantal op 31 december

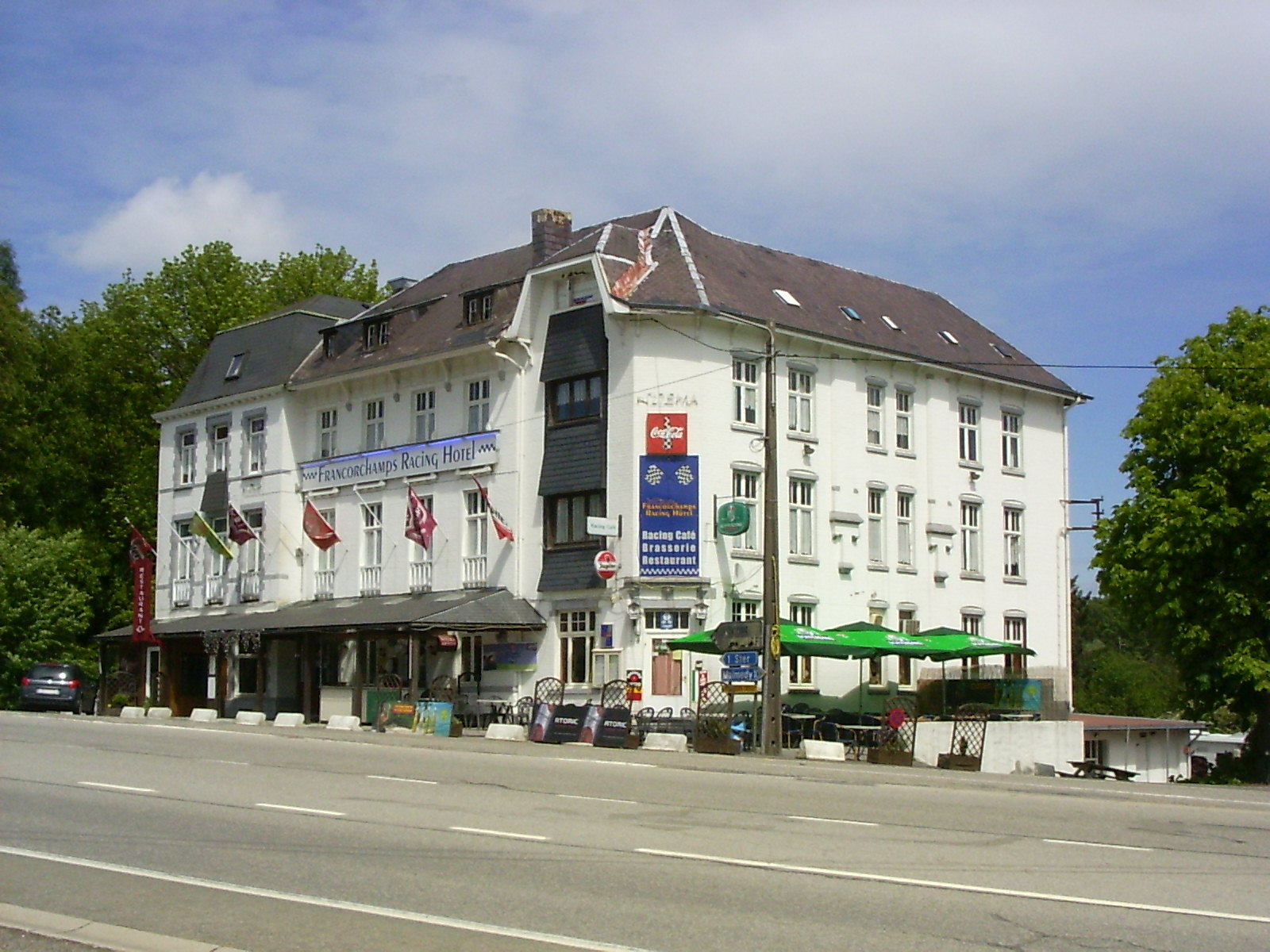
Francorchamps Racing Hotel

## Overleden
- Christian Ravel (1948-1972), motorcoureur
- Anthoine Hubert (1996-2019), autocoureur